# Moskiewska Wojskowa Szkoła Muzyczna
Moskiewska Wojskowa Szkoła Muzyczna imienia generała porucznika W.M. Chaliłowa (ros. Московское военно-музыкальное училище имени генерал-лейтенанта В. М. Халилова) – jedyna placówka edukacyjna średniego zawodowego wykształcenia muzycznego w Siłach Zbrojnych Federacji Rosyjskiej. 